# Farmacia (pubblico esercizio)

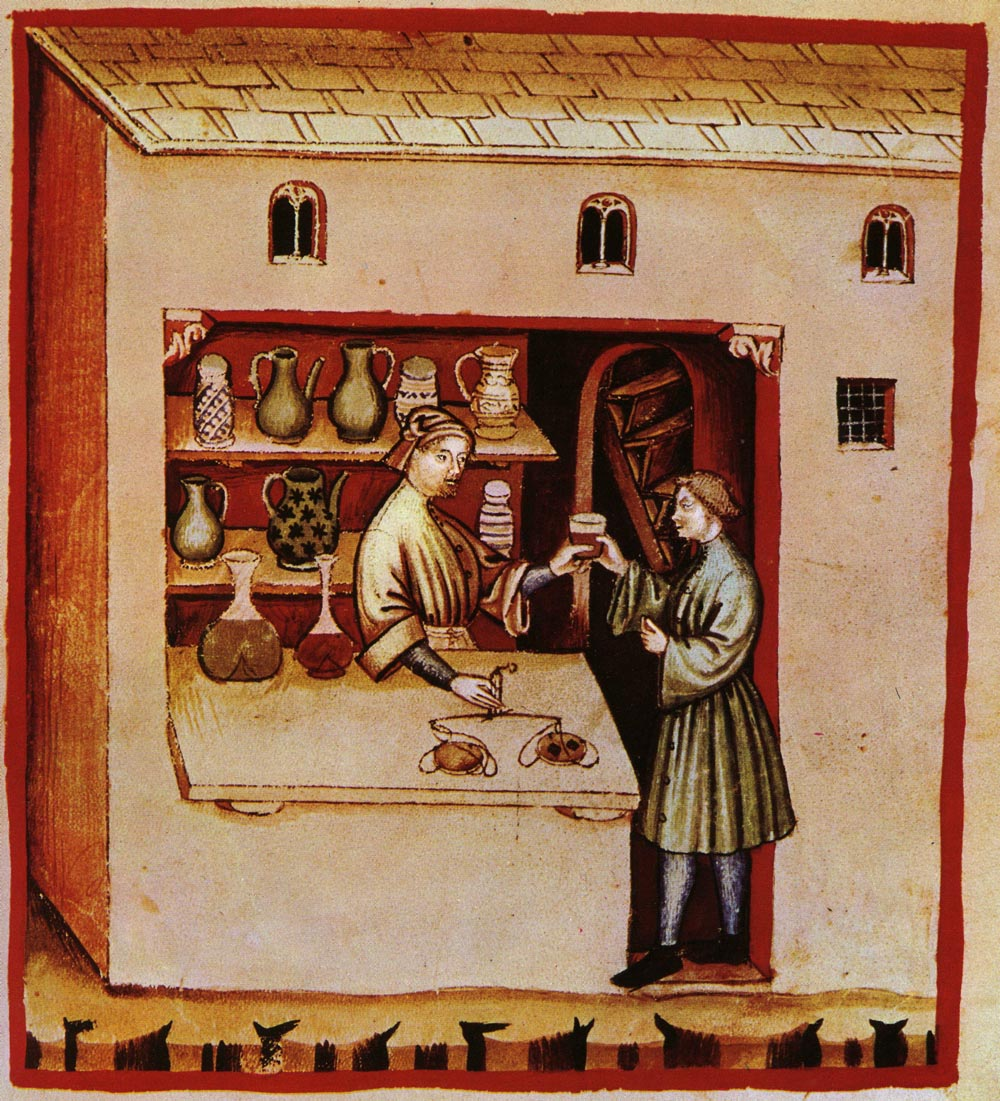
Una "farmacia" trecentesca (miniatura dal Theatrum sanitatis conservato alla Biblioteca Casanatense di Roma).

Napoli, farmacia degli "Incurabili"

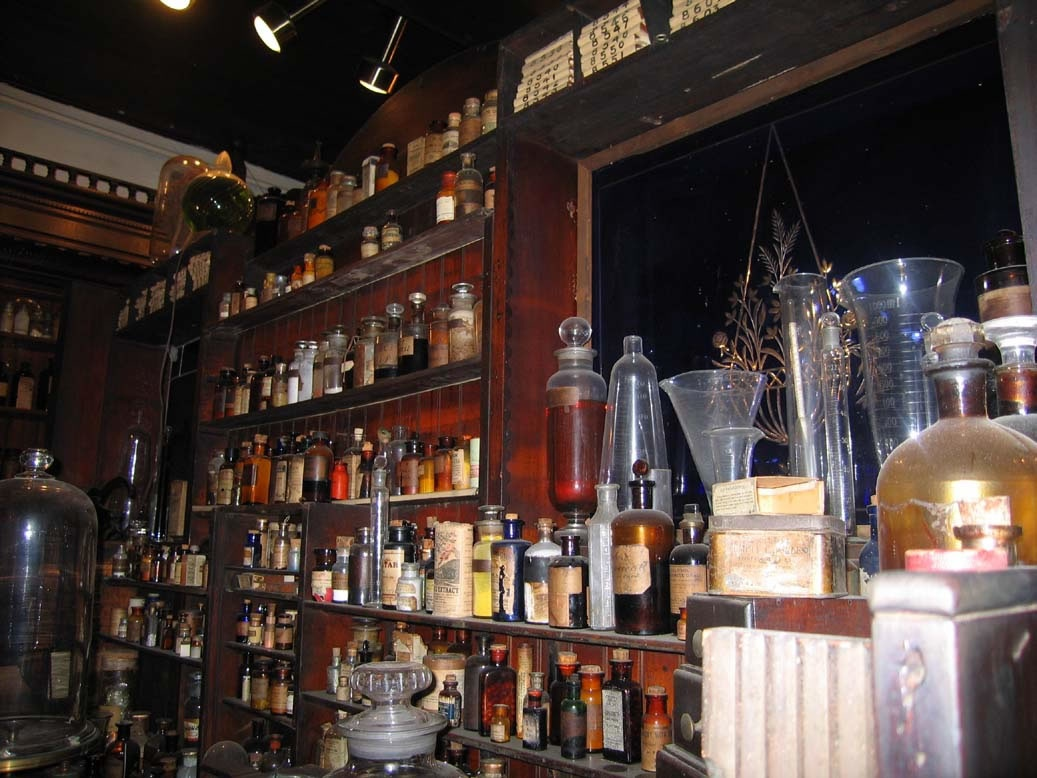
Museo della farmacia di New Orleans, negli Stati Uniti d'America

La farmacia è il luogo in cui vengono preparati, distribuiti e venduti i farmaci con obbligo di prescrizione medica, nonché tutti gli altri farmaci da banco e da automedicazione, i prodotti erboristici, cosmetici ed integratori alimentari, oltre ai presidi medico-chirurgici e a molti altri prodotti e strumenti utilizzabili in ambito sanitario, come per esempio siringhe, cerotti, pannolini, disinfettanti, termometri, test diagnostici, ecc. La figura professionale responsabile dell'esercizio della farmacia è il farmacista.
La farmacia svolge storicamente anche attività di produzione dei farmaci in laboratorio su indicazione del medico (farmaci galenici). Tuttavia questa attività produttiva ha subìto una notevole contrazione in seguito allo sviluppo dell'industria farmaceutica nella seconda metà del XX secolo, per cui oggi prevale la "distribuzione" da parte delle farmacie di farmaci già opportunamente confezionati dall'industria. Va comunque ricordato che nelle farmacie possono essere svolte attività di laboratorio, ed ogni farmacia, secondo la Farmacopea Ufficiale, deve essere obbligatoriamente dotata delle attrezzature adatte ad eseguire analisi e preparazioni farmaceutiche.
In un ospedale, per esempio, la farmacia (detta talora farmacia ospedaliera, con riferimento ad azienda ospedaliera) può essere sia il servizio che si occupa di assicurare il rifornimento di medicinali e di altri dispositivi medici per l'ospedale stesso, sia il luogo fisico dove si effettuano tutte le preparazioni farmaceutiche, ad esempio quelle parenterali (sia ad uso terapeutico che nutrizionale); il farmacista ospedaliero coordina la commissione per la terapia farmacologica ospedaliera e di presidi medico-chirurgici e dietetici, interessandosi della erogazione presso i reparti.

## Normativa

### In Italia
In Italia, sebbene la farmacia sia istituzionalmente unica e a essa si applichi un'identica normativa, sotto il profilo strettamente amministrativo è possibile distinguere
- Farmacia urbana
- Farmacia rurale
- Farmacia privata uninominale o in gestione societaria
- Farmacia pubblica
- Farmacia succursale
- Farmacia ospedaliera.

### Farmacia urbana e rurale
La farmacia è definita urbana quando è situata in comuni o centri abitati con popolazione superiore ai 5 000 abitanti. In tutti gli altri casi la farmacia è denominata rurale.
Il numero di sedi è stabilito in:
- una ogni 3 300 abitanti
- oppure in aeroporti, grandi stazioni ferroviarie o marittime, in centri commerciali purché distanti almeno 1.500 metri dalla farmacia più vicina.

Le farmacie rurali possono a loro volta distinguersi in:
- ordinarie, se situate in centri con più di 3 300 abitanti,
- sussidiate, se la popolazione residente non supera questo limite. Il sussidio è stabilito dalla legge nazionale ed integrato dalla legge regionale.

Vengono considerate rurali anche le farmacie istituite in comuni con popolazione superiore ai 5 000 abitanti, purché ubicate in un centro abitato (capoluogo, frazione o borgata) con un numero di abitanti inferiore a tale cifra, distinto e separato dal resto del comune.

### Farmacia privata
La farmacia privata è quella il cui titolare è una persona fisica, una società di persone o una società di capitali.
- Viene conseguita per concorso, o per atto di vendita, o per successione;
- Può essere trasferita.

Nel caso della farmacia privata uninominale, ovvero il cui titolare è un singolo farmacista, la titolarità della farmacia e proprietà dell'azienda sono inseparabili. Di conseguenza non è consentito il trasferimento della titolarità senza la contemporanea cessione della proprietà.
Inoltre la titolarità di una farmacia privata può essere riservata a:
- società di persone tra farmacisti
- società cooperative tra farmacisti
- società di capitale ("Legge concorrenza" - Legge 124 del 04 luglio 2017)

Un soggetto giuridico può controllare direttamente o indirettamente massimo il 20% delle farmacie esistenti in una regione.
La direzione della farmacia è affidata a farmacista che può essere responsabile di una sola farmacia.

#### Gestione societaria della farmacia privata
La legge n. 362/1991 come modificata con legge 248/2006 (di conversione del decreto legge 223/2006, noto come decreto “Bersani”) prevede che la titolarità di una farmacia privata sia riservata a:
- persone fisiche (farmacisti)
- società di persone tra farmacisti
- società cooperative tra farmacisti.

Ciascuna società può essere titolare dell'esercizio di non più di quattro farmacie ubicate nella provincia dove ha sede legale.
Ciascun farmacista può partecipare anche a più società, con un massimo di quattro.
Per i titolari di farmacia e i soci delle società permane il vincolo di iscriversi all'Ordine della provincia ove risiedono o a quello nella cui circoscrizione esercitano la professione.
La direzione della farmacia gestita dalla società è affidata a uno dei soci che ne è responsabile. Ciascun socio può essere responsabile di una sola farmacia e qualora la società assume la titolarità di più di una farmacia, il numero dei soci dovrà essere pari al numero delle farmacie di cui la società stessa è titolare; quest'ultima, tuttavia, è un'elaborazione dottrinale, non una previsione di legge.
La gestione societaria della farmacia deve essere autorizzata dalla ASL e lo statuto della società e ogni successiva variazione devono essere comunicati alla Federazione degli Ordini dei farmacisti italiani, all'assessore regionale della sanità, all'Ordine provinciale dei farmacisti e alla ASL competente per territorio.

##### Legge concorrenza
Il decreto legge n. 1/2012 introdusse l’obbligo per le amministrazioni comunali di rivedere la pianta organica delle farmacie in base al mutato rapporto tra popolazione residente e numero di esercizi. Nel 2016, il Consiglio di Stato ha stabilito che i titolari di farmacie già presenti in un dato comune e hanno un interesse legittimo e una conseguente legittimazione attiva ad agire in giudizio contro provvedimenti delle autorità locali che istituiscano nuove farmacie nel comprensorio comunale, tali da poter ridurre il bacino potenziale di utenza e gli introiti effettivi.
In senso contrario, nel 2019, il T.A.R. della Campania ha stabilito che la libertà di impresa del farmacista può essere limitata per sovraordinati scopi di pubblica utilità, e, in particolare, che il comune ha una facoltà di negare l'autorizzazione all'apertura di una farmacia anche all'interno del perimetro della zona di pertinenza assegnata al titolare, al fine di garantire una migliore assistenza farmaceutica. Tale facoltà ha natura ampiamente discrezionale, ed è «sindacabile soltanto per gravi ed evidenti errori di valutazione dei presupposti e irragionevolezza».
La legge annuale per il mercato e la concorrenza pubblicata in Gazzetta ufficiale il 14 agosto 2017 come  legge 124/2017. apre la titolarità delle farmacie anche alle società di capitali.
Viene eliminato il limite di quattro farmacie per soggetto giuridico e viene aggiunto un limite del 20% di farmacie su base regionale facenti capo allo stesso soggetto giuridico.
La direzione della farmacia è affidata a farmacista che può essere responsabile di una sola farmacia. Il farmacista deve essere laureato e iscritto all'Ordine.
Le variazioni di compagine sociale delle farmacie devono essere comunicate all'ASL e all'Ordine dei farmacisti.

### Farmacia pubblica

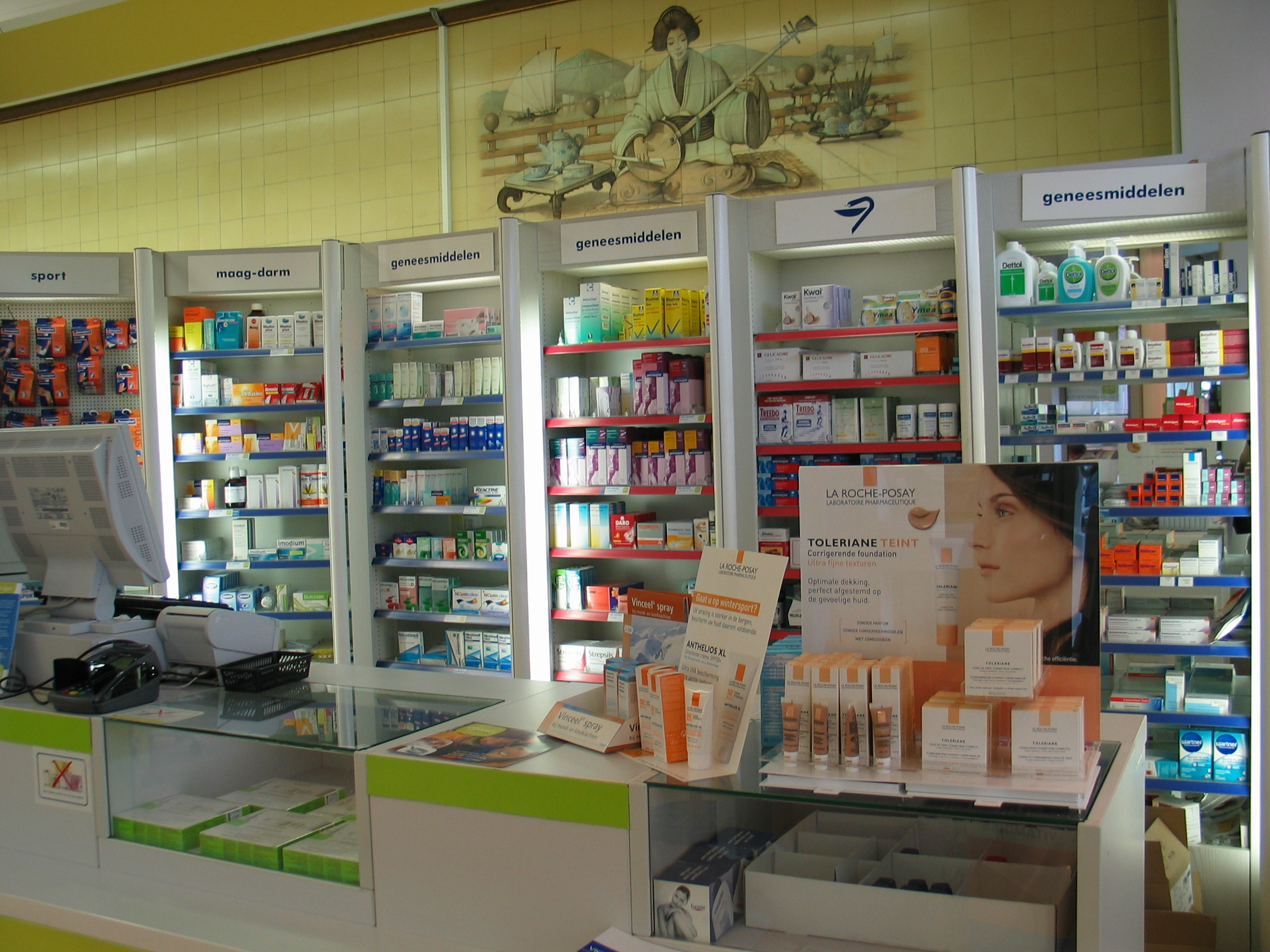
Farmacia moderna olandese

La farmacia pubblica è quella il cui titolare è una persona giuridica, cioè il comune rappresentato dal Sindaco. Questa farmacia trae origine dal diritto di prelazione esercitabile dal comune nel 50% delle farmacie resesi vacanti o di nuova istituzione. La farmacia pubblica può essere gestita dal comune:
- direttamente (servizio in economia);
- tramite delega all'azienda municipalizzata;
- a mezzo consorzi tra comuni di cui questi ultimi siano i soli titolari;
- a mezzo di società di capitali (prevalenza di partecipazione pubblica) fra il comune e i farmacisti che prestano servizio presso farmacie di cui sono titolari i comuni stessi;
- a mezzo di società di capitali, anche non con prevalenza di partecipazione pubblica.

Ciascuna farmacia pubblica ha un direttore farmacista, responsabile della gestione professionale della stessa nei confronti dell'autorità sanitaria. La farmacia pubblica è legata da rapporto convenzionale al servizio sanitario pubblico, in maniera del tutto identica alla farmacia privata, ed è soggetta all'azione di vigilanza e controllo da parte dell'ASL. I farmacisti addetti alle farmacie pubbliche vengono assunti per pubblico concorso. La farmacia comunale può essere venduta purché:
- siano previste norme a tutela del personale dipendente;
- sia assicurato ai dipendenti il diritto di prelazione;
- i dipendenti possano costituire una società.

### Farmacia succursale
La farmacia succursale è istituita nei centri abitati dove si verificano significative fluttuazioni annuali della popolazione residente. Viene gestita dal titolare di altra farmacia sita nel comune o nella provincia, con l'obbligo di nominare un farmacista direttore responsabile.
È aperta e funzionante per periodi limitati dell'anno, e viene assegnata nei comuni con più di una farmacia, per concorso riservato ai soli titolari di farmacia di quel comune.
Nei comuni con una sola farmacia la succursale può essere affidata direttamente al titolare della medesima, o tramite concorso fra tutti i titolari della provincia. La farmacia succursale, anche se funzionante per periodi limitati dell'anno, deve essere diretta in modo continuativo da un direttore responsabile, iscritto all'albo professionale, ed espressamente nominato con apposita comunicazione alla ASS competente da parte del titolare della farmacia principale. Il rapporto di lavoro è a tempo pieno.

## Farmacia ospedaliera
La farmacia interna di un ospedale costituisce parte integrante della struttura sanitaria in quanto necessaria all'organizzazione e all'espletamento dei compiti istituzionali.
Tale servizio svolge i seguenti compiti:
- Predisposizione documentazione tecnica per acquisto di medicinali e loro approvvigionamento
- Distribuzione delle specialità medicinali e dei diagnostici
- Vigilanza e controllo sulla gestione dei farmaci nei reparti
- Distribuzione dei materiali sterili e non sterili, di medicazione, delle siringhe e dei presidi sanitari
- Preparazioni galeniche magistrali
- Controllo analitico, secondo le norme della Farmacopea ufficiale, delle sostanze medicamentose usate e del materiale di medicazione
- Controllo bromatologico e merceologico inerente al servizio ospedaliero
- Informazione al Corpo Sanitario delle caratteristiche dei farmaci e nell'uso dei disinfettanti
- Rilevazione periodiche dei consumi di medicinali.